# Zile

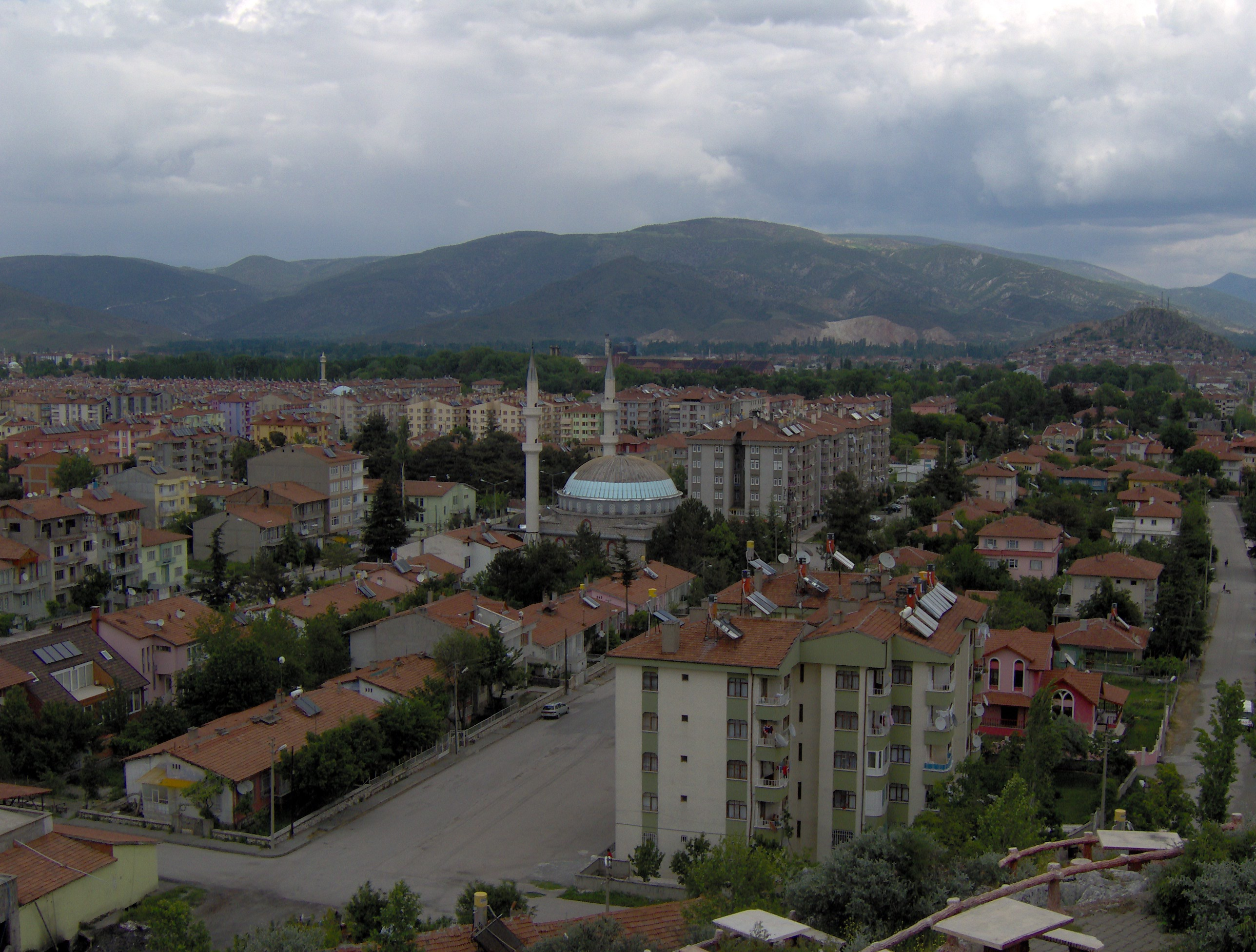
Blick von der Burg auf Turhal

Zile ist eine Kreisstadt und Hauptort des gleichnamigen Landkreises (İlçe) in der türkischen Provinz Tokat. Die Stadt liegt etwa 57 km westlich der Provinzhauptstadt Tokat. Sie ist die fünftgrößte Stadt in der Provinz und wurde laut neuem Stadtlogo 1870 zur Belediye erhoben.
Ihr antiker Name war Zela (altgriechisch Ζῆλα (n. pl.)), auch Zelitis (altgriechisch Ζηλίτις) und Silas (altgriechisch Σίλας). Hier besiegte der römische Feldherr Gaius Iulius Caesar den bosporanischen König Pharnakes II. am 20. Mai 47 v. Chr. (nach dem julianischen Kalender) in der nur vierstündigen Schlacht bei Zela und schickte die bis heute bekannte werbekräftige Siegesbotschaft „Veni, vidi, vici“ („ich kam, sah, siegte“) nach Rom. Diese drei Worte finden sich auch auf dem Stadtsiegel von Zile wieder.
Der Landkreis liegt im Westen der Provinz. Er grenzt im Nordwesten an den Kreis Turhal, im Osten an den Kreis Artova und im Südwesten an den Kreis Sulusaray. Außengrenzen bestehen im Norden und Nordwesten (Provinz Amasya) sowie im Süden und Südwesten (Provinz Yozgat) des Kreises. Nach dem zentralen Landkreis (Merkez) der Provinzhauptstadt ist Zile der flächenmäßig zweitgrößte Kreis der Provinz.
Den Westen des Landkreises quert die Fernstraße D 190 von Delice (Provinz Kırıkkale) nach Turhal.
Der Landkreis (bzw. Kaza als Vorgänger) bestand schon vor Gründung der Türkischen Republik im Sandschak Tokat des Vilâyet Sivas. Zur ersten Volkszählung im neuen Staat (1927) konnte Zile auf eine Einwohnerzahl von 38.592 (in 173 Ortschaften auf 2.440 km² Fläche) verweisen, davon 14.608 im Verwaltungssitz – damals nach Tokat die zweitgrößte Stadt.
Ende 2020 besteht der Landkreis besteht neben der Kreisstadt (33.513 Einw.) aus 114 Dörfern (Köy) mit durchschnittlich 183 Bewohnern. Evrenköy (1.100), Ayvalı (1.056), Yıldıztepe (826) und Kervansaray (691) sind die größten Dörfer. 39 Dörfer haben mehr als der Durchschnitt Einwohner, 38 weniger als 100 Einwohner.
Die vier ehemaligen Belediye Evrenköy, Güzelbeyli, Yalınyazı und Yıldıztepe wurden 2013 wieder zu Dörfern zurückgestuft. Im Jahr 2017 wurden alle Bucaks aufgelöst (İğdir, Yıldıztepe, Merkez).
Die Bevölkerungsdichte liegt mit 36,7 Einw. je km² unter dem Provinzwert, der städtische Bevölkerungsanteil beträgt 61,64 Prozent.

## Persönlichkeiten
- Ahmet Taner Kışlalı (1939–1999), Politikwissenschaftler, Politiker und Journalist